# Penrith (Anglia)
Penrith – miasto i civil parish w Wielkiej Brytanii, w północno-zachodniej Anglii, w hrabstwie Kumbria, w dystrykcie (unitary authority) Westmorland and Furness, położone w pobliżu Krainy Jezior, na północ od rzeki Eamont, w historycznym hrabstwie Cumberland. W 2001 roku liczba mieszkańców miasta wynosiła 14 471.
W centrum Penrith znajdują się ruiny zamku Penrith Castle z XV wieku, a na południowo-wschodnim obrzeżu miasta zlokalizowane są ruiny XIII-wiecznego Brougham Castle.